# Good-Track!
Good-Track!（グットラック!）は、ジャパンエフエムネットワーク制作、JFN系列局で毎週日曜 23:55 - 24:00に放送されている音楽ミニ番組。

## 概要
前番組までの『See You Next Week!』は主に放送日翌日の月曜日からの1週間の出来事を振り返る番組であったが、この番組は音楽モノローグ番組に転換。次週頑張るリスナーに向けて「Good Luck!」と祈りを込めながら応援する音楽「Track」を届ける。番組名はこの2つを掛け合わせたものであり、「グッド・トラック」とは読まない。前番組同様、一部の放送局は24:00で放送終了とするため、この番組が一週間の最終番組になる局もある。
モノローグと書いたように、曲紹介のあと曲に乗せて、選曲した理由とリスナーへのエールを井上麻里奈が語り掛ける。

## ネット局
2024年10月現在。全て同時生放送。★印はradiko（プレミアム）で聴取可能な局。
JFN系列の局において、TOKYO FM・AIR-G'・FM-NIIGATA・FM長野・K-mix・HELLO FIVE・FM FUKUI・FM AICHI・FM大阪・Kiss FM KOBE・JOEU-FM・FM FUKUOKA・FMK・μFM・interfm（特別加盟局）は番組開始から未ネット。
| 放送対象地域   | 放送局名                                     | 備考                       |
| -------------- | -------------------------------------------- | -------------------------- |
| 青森県         | エフエム青森（AFB）★                         |                            |
| 岩手県         | エフエム岩手（FM IWATE）★                    |                            |
| 宮城県         | エフエム仙台（Date fm）★                     |                            |
| 秋田県         | エフエム秋田（AFM）★                         |                            |
| 山形県         | エフエム山形（Rhythm Station）★              | 2024年10月 -               |
| 福島県         | エフエム福島（ふくしまFM）★                  |                            |
| 栃木県         | エフエム栃木（RADIO BERRY）★                 |                            |
| 群馬県         | エフエム群馬（FM GUNMA）★                    |                            |
| 富山県         | 富山エフエム放送（FMとやま）★                |                            |
| 岐阜県         | エフエム岐阜（FM GIFU）★                     |                            |
| 三重県         | 三重エフエム放送（レディオキューブ FM三重）★ |                            |
| 滋賀県         | エフエム滋賀（e-radio）★                     |                            |
| 島根県・鳥取県 | エフエム山陰（V-air）★                       |                            |
| 岡山県         | 岡山エフエム放送（FM OKAYAMA）★              |                            |
| 広島県         | 広島エフエム放送 (HFM) ★                     |                            |
| 山口県         | エフエム山口（FMY）★                         |                            |
| 徳島県         | エフエム徳島（FM TOKUSHIMA）★                |                            |
| 香川県         | エフエム香川（FM香川）★                      |                            |
| 高知県         | エフエム高知（Hi-Six）★                      |                            |
| 佐賀県         | エフエム佐賀（FMS）★                         |                            |
| 長崎県         | エフエム長崎（FM Nagasaki）★                 |                            |
| 大分県         | エフエム大分（Air-Radio FM88）★              |                            |
| 宮崎県         | エフエム宮崎（JOY FM）★                      |                            |
| 沖縄県         | エフエム沖縄（FM沖縄）★                      | 原則として毎月最終週は休止 |